# Grönt hedmarksfly

Grönt hedmarksfly, Calamia tridens är en fjärilsart som beskrevs av Johann Siegfried Hufnagel 1766. Grönt hedmarksfly ingår i släktet Calamia och familjen nattflyn, Noctuidae. Enligt den finländska rödlistan är arten starkt hotad, EN, i Finland. Enligt den svenska rödlistan är arten nära hotad, NT, i Sverige. Arten förekommer i Sverige sällsynt från Skåne till Värmland. I övriga Norden förekommer arten i Danmark, södra Finland och några fynd finns i södra Norge. I Storbritannien finns arten endast inom ett begränsat område av norra England.  Världsutbredningen omfattar hela Syd- och Mellaneuropa och vidare österut genom Ryssland till Kazakstan och Altaj. Artens livsmiljö är torra gräsmarker. En underart finns listad i Catalogue of Life, Calamia tridens occidentalis Cockayne, 1954.

## Bildgalleri

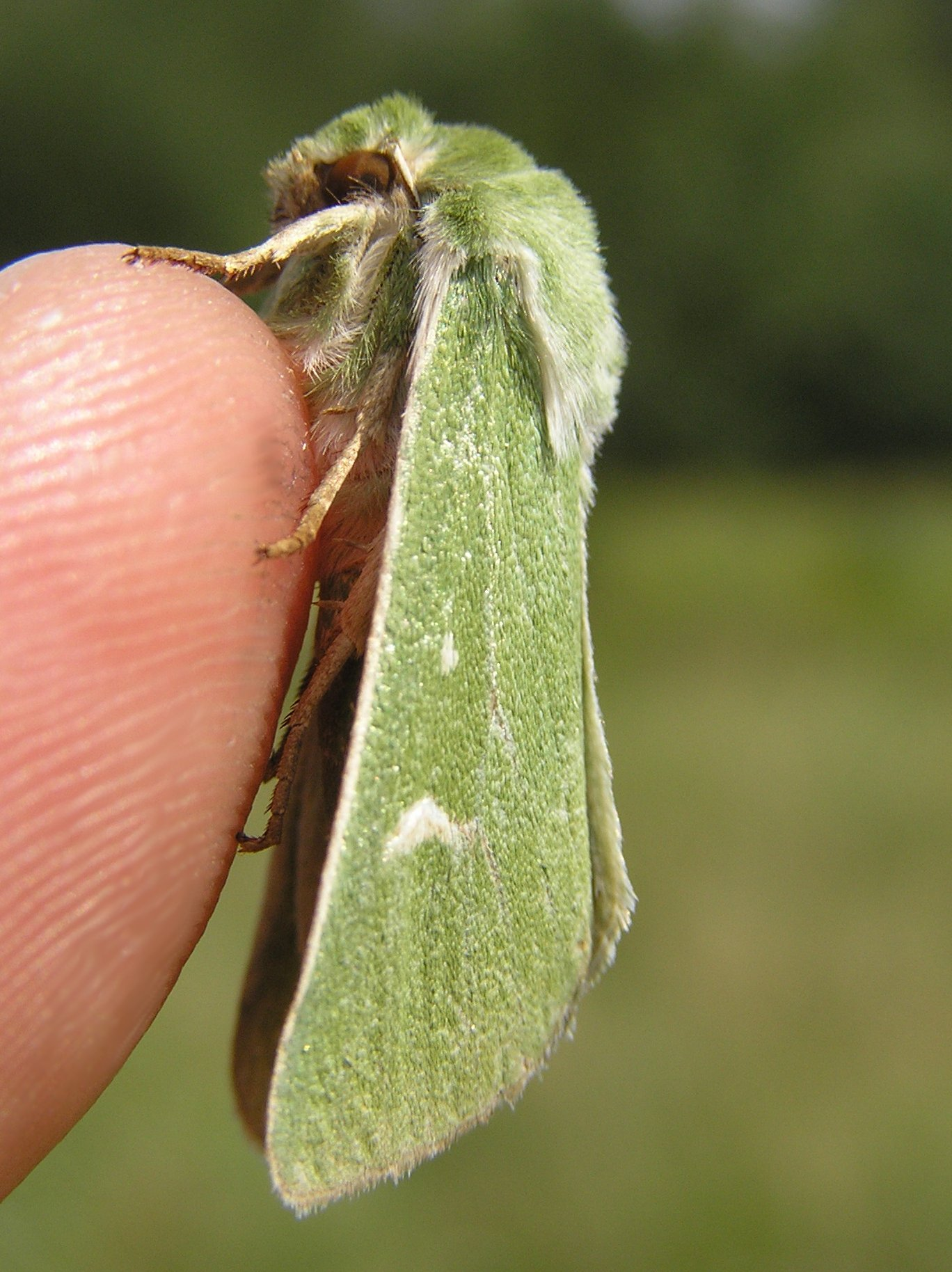
Imago fjäril
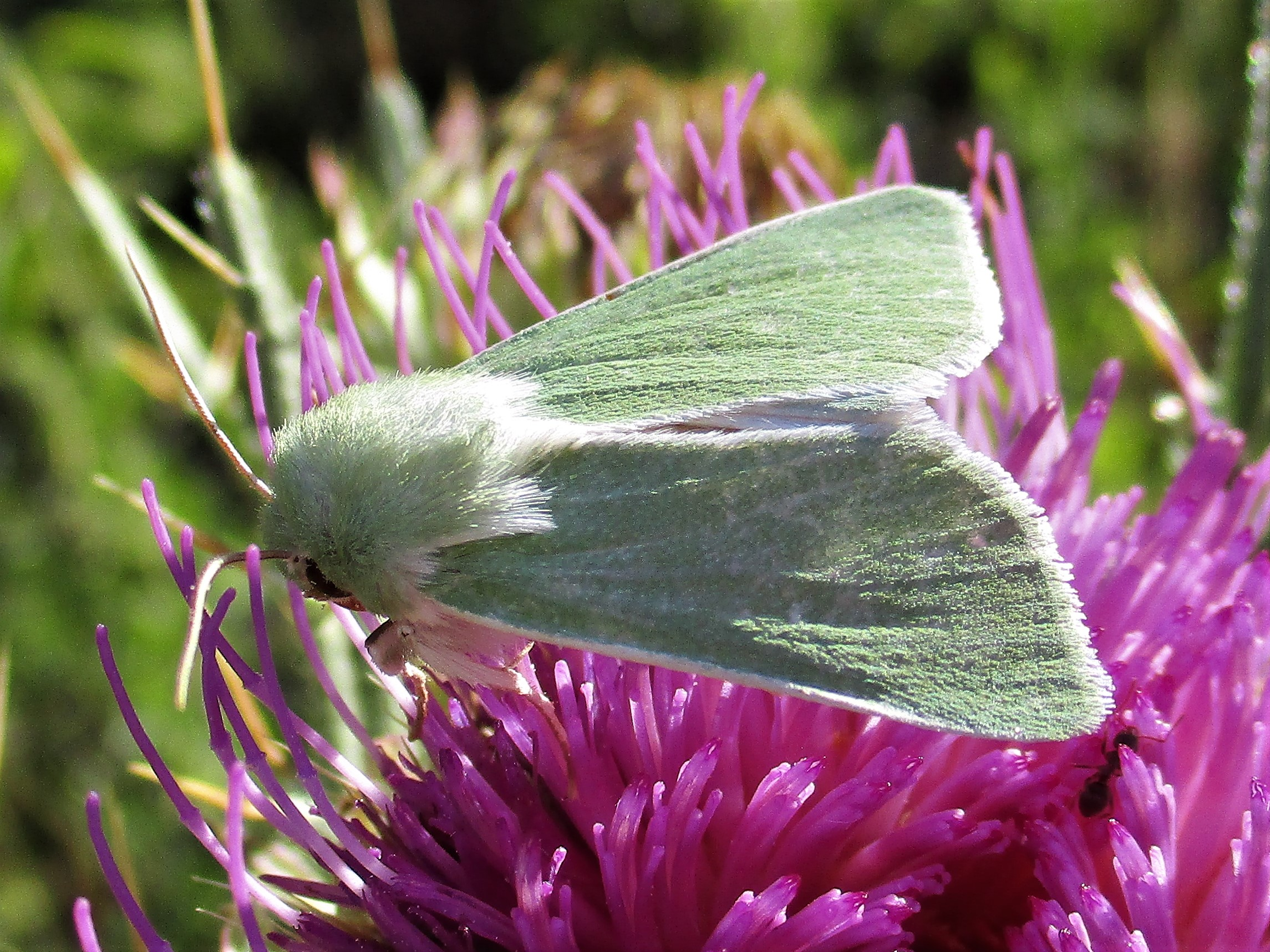
Imago fjäril
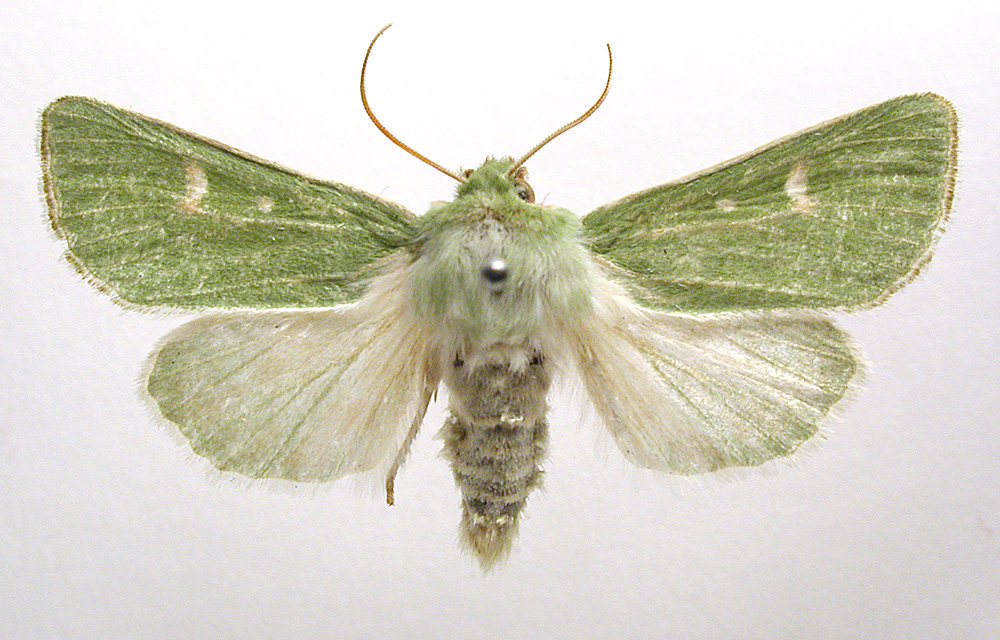
Preparerad (uppnålad) imago fjäril